# 행사력

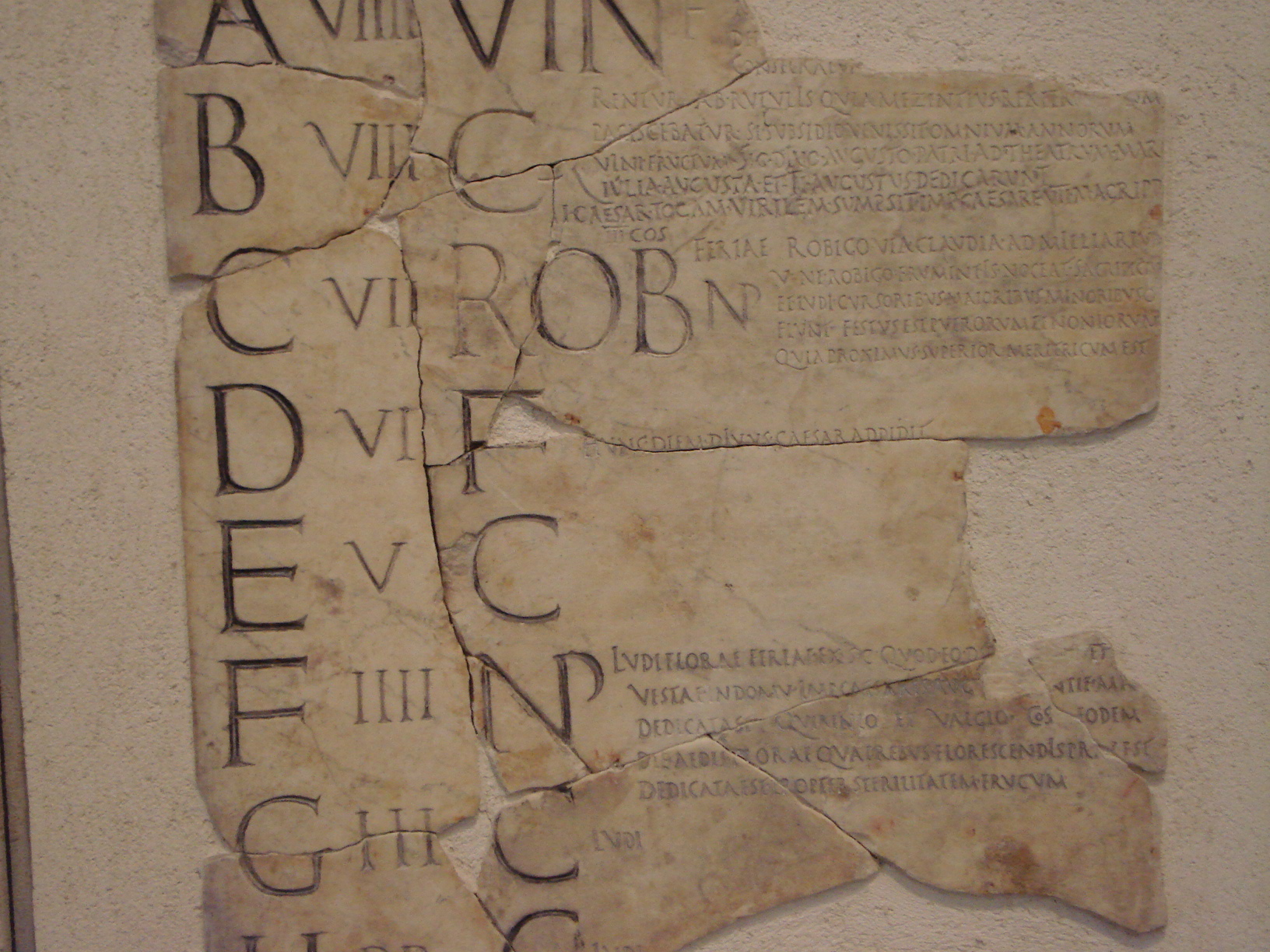

《행사력》(라틴어: Fāstī)은 오비디우스의 작품이다.
시로 엮은 일종의 달력. 매월 1권씩으로 해서 12권으로 완성시킬 예정이었으나 예기치 않았던 불행으로 처음 6권(1~6월에 해당)만 완성이 되었고, 시인이 죽은 후 아우구스투스 황제에게 바치는 헌시도 그대로 간행되었다.
역일(曆日)에 따라 성신(星辰)의 운행과 출몰, 그날그날에 얽힌 고사 인연, 제사 및 종교적 행사를 상세히 기술한 것으로 로마의 민속·종교에 관한 귀중한 자료가 되고 있다.

## 우리말 번역
- 천병희 옮김, 《로마의 축제들》, 숲, 2010년 6월 20일